# Roura
Roura é uma comuna francesa do departamento de ultramar da Guiana Francesa. Sua população em 2007 era de 2 823 habitantes. 

## Ligações Externas
- Escritório de turismo de Roura
- Comitê de Turismo da Guiana, Alojamento na região de Roura
- Album de fotos
- Album de  fotos
- História